# Tacural (Perú)
Tacural es un caserío peruano ubicado en el distrito de San Juan de la Virgen, perteneciente a la provincia y el departamento de Tumbes, al norte del Perú. 

## Ubicación
Tacural se ubica al norte de la provincia de Tumbes, en el distrito de San Juan de la Virgen, en el departamento de Tumbes.

## Demografía
En 2017 Tacural tenía una población de 559 habitantes.
| Gráfica de evolución demográfica de Tacural entre 1993 y 2017 |
|                                                               |
| Fuentes: Población 1993 y 2017                                |